# Хошана раба
Хошана раба (Хошана́ рабба́, Гошана Рабба, Ошана раба, от иуд.-арам. הושענא רבא или הושענא רבה‎ — «большая хошана») — седьмой день иудейского праздника Суккот. Празднуют 21-го числа месяца тишрей (в григорианском календаре эта дата приходится приблизительно на конец сентября — начало октября).
Согласно еврейской традиции, именно в Хошана раба, в последний день Суккота, Всевышний скрепляет печатью решение о тех благах, которые получит мир в наступившем году (например, о количестве дождей). Поэтому, Хошана раба отчасти напоминает Йом-кипур, в этот день также особенно важны раскаяние и молитва.